# Алберт Арнхајтер
Алберт Арнхајтер (Лудвигсхафен, 20. јул 1890 — Казалпустерленго, 26. април 1945) је био немачки веслач, учесник Летњих олимпијскимих игара 1912. Био је члан немачког веслачког клуба Лудвигсхафен из Лудвигсхафена.
На Олимпијским играма 1912. такмичио се у као члан немачке екипе у дисцилини четверац са кормиларом и оосвојио златну медаљу.
У посади су поред њега били браћа Рудолф и Ото Фикајзен, Херман Вилкер и кормилар Ото Мајер.